# KMZ Dnepr

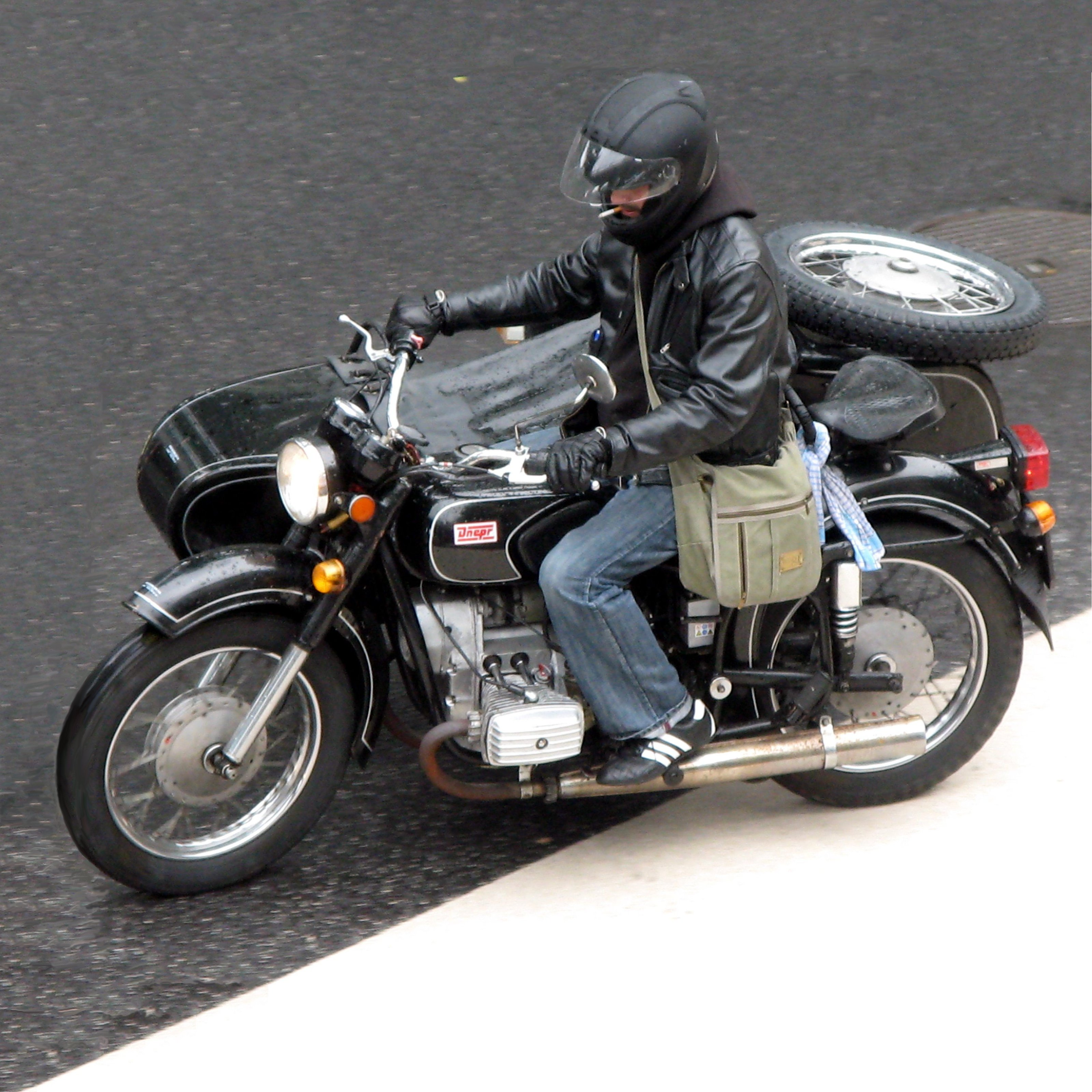
Dnepr-motorfiets

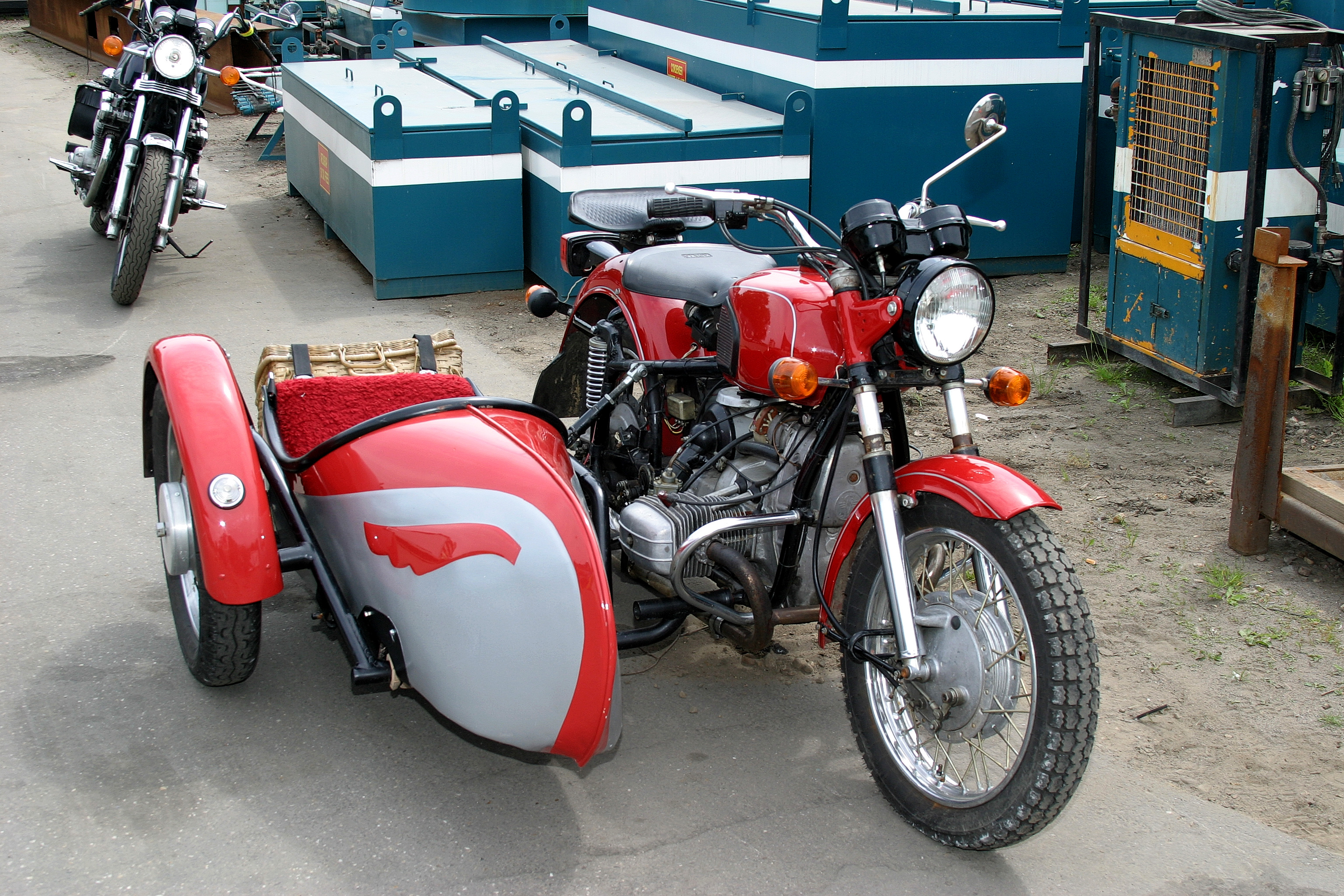
De Dnepr wordt vaak verward met de Ural, maar is herkenbaar aan de rechthoekige kleppendeksels

KMZ Dnepr (Oekraïens: Дніпро; Dnipro, Russisch: Днепр) is een motorfietsmerk uit Oekraïne.
KMZ Dnep staat voor: Kievski Motocycl Zavod Dnepr.
KMZ is een motorenfabriek die in 1941 in een oude tankwerkplaats werd opgestart toen Duitsland zich niet hield aan het in 1939 gesloten niet-aanvalsverdrag. De Dneprs waren evenals de IMZ Urals gebaseerd op de BMW R71. Desondanks lijken Urals en Dneprs slechts uiterlijk op elkaar.
Na de Tweede Wereldoorlog maakte KMZ aanvankelijk 98cc-tweetaktjes. In 1951 werd de productie van de 750 cc M-72 (IMZ Ural) opnieuw gestart, in 1957 gevolgd door de K 750. Tegenwoordig hebben de Dneprs net als de Urals 650cc-tweecilinder-boxermotoren, hoewel Ural ook 750cc-modellen heeft uitgebracht.
In sommige landen (o.a. Groot-Brittannië) worden de motoren verkocht onder de naam Cossack.

## K1B
Onder de merknaam K1B (К1Б) produceerde KMZ Dnepr na de Tweede Wereldoorlog kopieën van de vooroorlogse 98cc-Sachs-modellen zoals de Kievljanin (Киевлянин К1Б).